# Debaryomyces renaii
Debaryomyces renaii är en svampart som beskrevs av C.F. Lee & Y.R. Liu 2009. Debaryomyces renaii ingår i släktet Debaryomyces, ordningen Saccharomycetales, klassen Saccharomycetes, divisionen sporsäcksvampar och riket svampar.   Inga underarter finns listade i Catalogue of Life.